# Norwegische Sommer-Meisterschaften in der Nordischen Kombination 2017

Norwegischer Skiverbund

Die norwegischen Sommer-Meisterschaften in der Nordischen Kombination 2017 fanden am 10. September 2017 in Lillehammer statt. Während der Gundersen-Wettkampf der Männer über 10 Kilometer ausgetragen wurde, ging der Wettbewerb der Frauen nur über 5 Kilometer. Die Sprungläufe fanden auf der Normalschanze des Lysgårdsbakken statt. Den Meistertitel gewannen Jarl Magnus Riiber und Hanna Midtsundstad.

## Ergebnisse

### Gundersen Männer (K 90 / 10 km)
| Platz | Name                 | Verein          | Sprungpunkte | Laufzeit | Rückstand |
| ----- | -------------------- | --------------- | ------------ | -------- | --------- |
| 01.   | Jarl Magnus Riiber   | IL Heming       | 126,9        | 25:32    |           |
| 02.   | Mikko Kokslien       | Søre Ål IL      | 110,0        | 24:41    | +0:16     |
| 03.   | Magnus Krog          | Høydalsmo IL    | 110,0        | 24:42    | +0:18     |
| 04.   | Espen Andersen       | Lommedalen IL   | 115,5        | 25:06    | +0:20     |
| 05.   | Harald Johnas Riiber | IL Heming       | 113,5        | 26:19    | +1:40     |
| 06.   | Espen Bjørnstad      | Byaasen Skiklub | 105,5        | 25:47    | +1:40     |
| 07.   | Einar Lurås Oftebro  | IL Jardar       | 114,0        | 26:26    | +1:45     |
| 08.   | Magnus Moan          | Byåsen IL       | 094,5        | 25:13    | +1:51     |
| 09.   | Emil Vilhelmsen      | Mosjøen IL      | 106,0        | 26:02    | +1:53     |
| 10.   | Lars Buraas          | Hurdal IL       | 088,0        | 25:04    | +2:07     |

### Gundersen Frauen (K 90 / 5 km)
| Platz | Name               | Verein            | Sprungpunkte | Laufzeit | Rückstand |
| ----- | ------------------ | ----------------- | ------------ | -------- | --------- |
| 01.   | Hanna Midtsundstad | Vaaler IL         | 096,5        | 17:16    |           |
| 02.   | Marte Leinan Lund  | Tolga IL          | 063,5        | 18:43    | +3:38     |
| 03.   | Mari Leinan Lund   | Tolga IL          | 059,5        | 19:05    | +4:16     |
| 04.   | Karoline Skatvedt  | Trøgstad Skiklubb | 068,0        | 20:26    | +5:03     |